# یورش و دستگیری‌های استند نیوز
یورش و دستگیری‌های استند نیوز (انگلیسی: Stand News raids and arrests) در ۲۹ دسامبر ۲۰۲۱، استند نیوز، یکی از معدود رسانه‌های مستقل و طرفدار دموکراسی در هنگ کنگ پس از تصویب قانون امنیت ملی این کشور در ۲۰۲۰، توسط اداره امنیت ملی منحل شد و نیروی پلیس هنگ کنگ با تهاجم به ساختمان این رسانه، مدیران و خبرنگاران آن را به اتهام انتشار مطالب فتنه‌انگیز بازداشت کرد و فعالیت رسانه را متوقف نمود. وب سایت و رسانه‌های اجتماعی این سازمان غیرفعال و همه کارکنان آن اخراج شدند. وزارت خارجه آلمان و کمیساریای عالی حقوق بشر سازمان ملل متحد هر دو این یورش را محکوم کردند.